# Amanda Kernell

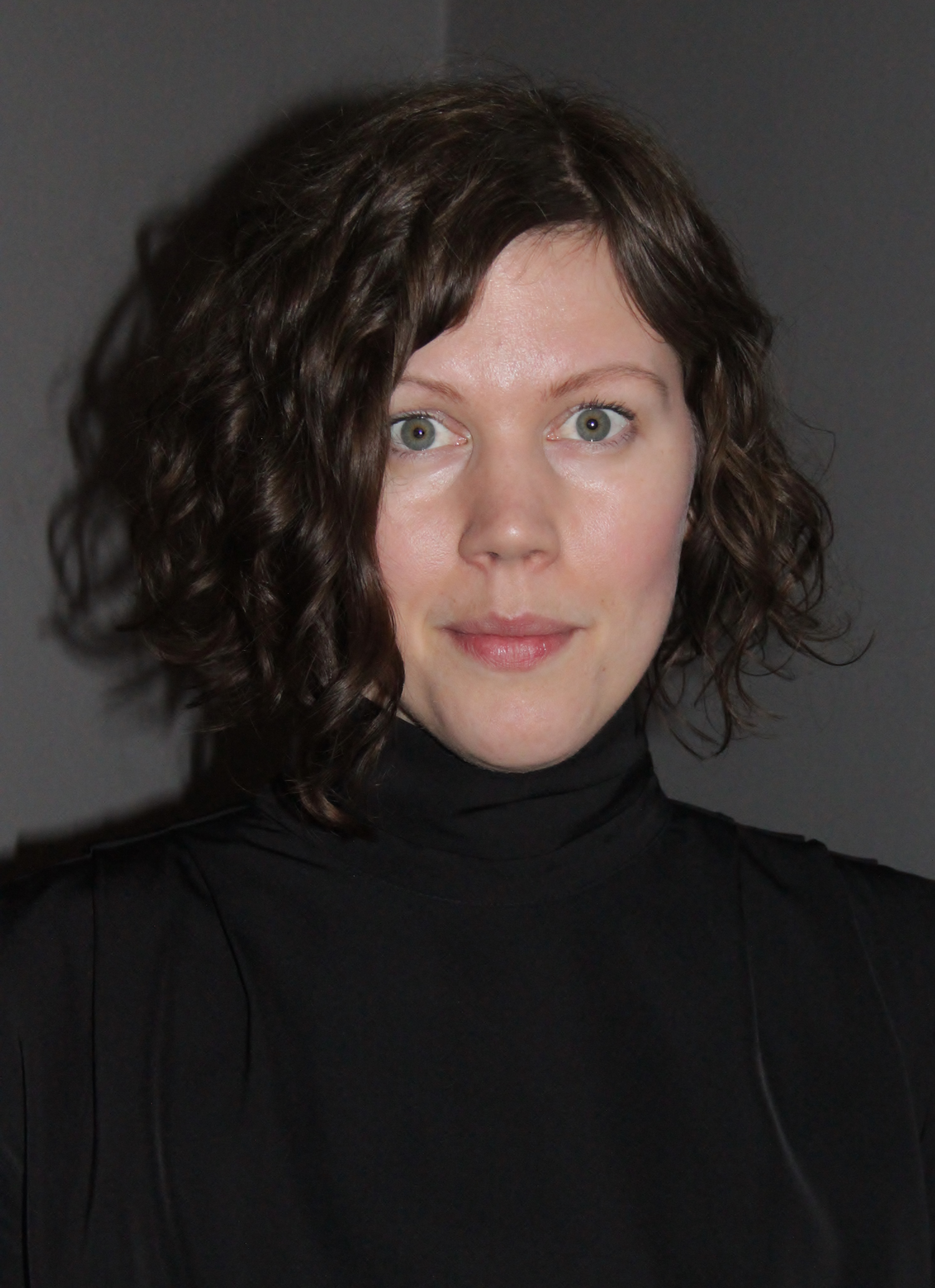
Amanda Kernell (2017)

Amanda Kernell (geb. 9. September 1986 in Umeå) ist eine schwedisch-samische Filmregisseurin.

## Leben
Kernells Mutter ist Schwedin, ihr Vater Same. Von 2009 bis 2013 besuchte sie die Filmschule Den Danske Filmskole in Kopenhagen und schloss diese im Fach Regie ab.
Ihr Kurzfilm Stoerre Vaerie gewann 2015 mehrere Preise, unter anderem den Publikumspreis für den besten schwedischen Kurzfilm auf dem Göteborg International Film Festival und den Preis als bester schwedischer Kurzfilm auf dem Uppsala International Short Film Festival, und war für den Guldbagge nominiert. Stoerre Vaerrie bildete die Vorlage für ihren ersten Langfilm Sameblod, der 2016 erschien. Der Film erzählt, basierend auf Recherchen unter anderem in ihrer eigenen samischen Familie, von der Assimilation und von Rassismus der Sami in Schweden. Auf den Internationalen Filmfestspielen von Venedig 2016 wurde Kernell für das beste Regiedebüt ausgezeichnet. Durch den Erfolg von Sameblod erhielt Kernell die Möglichkeit, erneut einen Langfilm zu drehen, an dem sie nach der Veröffentlichung von Sameblod zu arbeiten begann.
Im Jahr 2022 wurde sie in die Academy of Motion Picture Arts and Sciences (AMPAS) berufen, die alljährlich die Oscars vergibt.
Kernell lebt in Kopenhagen und unterrichtet Regie.

## Filmografie
- 2007: Våra Discon (Kurzfilm)
- 2008: Spel (Kurzfilm)
- 2009: Att dela allt (Kurzfilm)
- 2010: Det kommer aldrig att gå över (Kurzfilm)
- 2013: The Association of Joy (Kurzfilm)
- 2014: Paradiset (Kurzfilm)
- 2015: Stoerre Vaerie (Kurzfilm)
- 2016: Sameblod
- 2017: I Will Always Love You Kingen (Kurzfilm)
- 2020: Charter